# Wasserbehälter (Frettenheim)

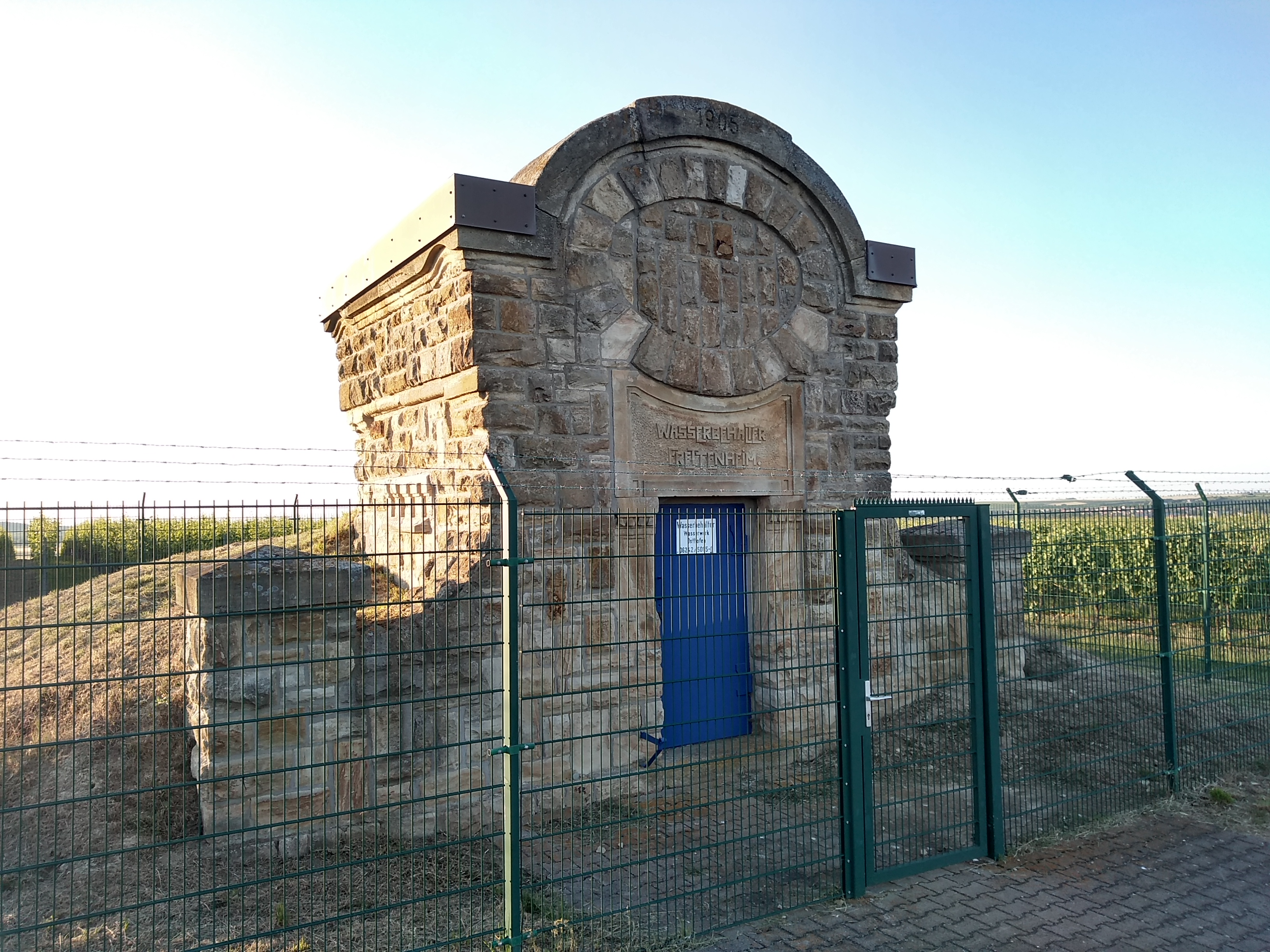
Wasserbehälter in Frettenheim

Der Wasserbehälter in Frettenheim, einer Ortsgemeinde im Landkreis Alzey-Worms in Rheinland-Pfalz, wurde 1905 errichtet. Der Wasserbehälter südwestlich des Ortes in der Flur Auf der Heil ist ein geschütztes Kulturdenkmal.
Der barockisierende Typenbau aus Sandstein-Bossenquadern wird von niedrigen Pfeilern flankiert. Im konkav abgeschlossenen Sturz ist die Inschrift „WASSERBEHÄLTER FRETTENHEIM“ und im ausbauchenden Gebälk die Jahreszahl 1905 zu sehen.
Der Wasserbehälter ist baugleich mit denen in Gundheim und Bermersheim.